# عفت إيلجاز
عفت إلجاز (بالتركية: Afet Ilgaz) (ولدت في 1 يناير عام 1937 في مدينة جنق قلعة) كاتبة تركية.
حينما بلغت عفت إلجاز الخامسة من عمرها انتقلت إلى إسطنبول. وقضت هناك كل حياتها العلمية. وعقب إنهاء عفت إيلجاز لتعليمها الثانوي بمدرسة «معلم المرساة» التحقت بقسم اللغة التركية وآدابها بمعهد تدريب المرساة وقد تخرجت منه. وعلاوة على ذلك قامت عفت إيلجاز بالدراسة في أقسام الفلسفة واللغات الكلاسيكية في جامعة إسطنبول. وعملت مدرساً لفترة من الوقت.
أنجبت عفت إيلجاز طفلين من زواجها الأول. وهم (خالوك أوزجور تشيراكمان وأوغور تشيراكمان). وتزوجت عفت برفعت إيلجاز. وأنجبت طفلة من هذا الزواج. وهي (دفنة إيلجاز). وفي عام 1954 نشرت أول مقالاتها في صحيفة «العالم». ونشرت أيضاً قصص ومقالات في العديد من الجرائد والمجلات مثل «إسطنبول، ويوجل، والتلال السبع، واللغة التركية والأصول».
وقد بُث عملها المسمى «أمي أمي وإناس الأرض» على شاشة قناة «تي أر تي» كمسلسل تلفزيوني.

## كتبها
•	الواقفين عند العتبة (1960)
•	الرسائل الإيطالية (1962)
•	بدرية السيد أحمد (1963)
•	المحجبات (1964)
•	إناس الأرض (1968)
•	أمي أمي (1972)
•	القصص الشعبية (1972)
•	إسماعيل المعدوم مع تشيريباشي عبد الله (1974)
•	الحب المتغير (1976)
•	المراحل (1977)
•	الأطفال أيضاً في الحرب (1979)
•	الكاتبة المتوفية (1983)
•	نقابات العمال (1987)
•	العالم الغريب (1987)
•	بدو الصيف (1991)
•	Karadaylak (1991)
•	نمو البراعم (1991)
•	المسار (1993)
•	الماء البنفسجي (1997)
•	والي (2000)
•	قصص كازداغي (2000)
•	ابن الوقت (2000)
•	سفينة على مرسى بحر النار (2001)
•	شمس الظهيرة (2003)
•	امرأة في عملية الوحي (2004)
•	نصف ما تبقى «الثورة» (2009)
•	11 محضر رسمي و 11 موظف (2009)
•	الإستعلام ودرويش (2010)
•	دانا بالوضع الراهن (2005)

## الجوائز
•	1960 – جائزة الفن، توريهان (الواقفين عند العتبة).
•	1965 – جائزة القصة بمجمع اللغة التركي (المحجبات).
•	1973 – جائزة رواية وروائي العام من اتحاد الكتاب التركي (المسار).